# المشهد الأثري الساساني لمنطقة فارس
المشهد الأثري الساساني لمنطقة فارس، هي ثمانية مواقع قديمة تقع في ثلاثة مدن قديمة: فيروز آباد، بيشابور، سروستان في جنوب غرب محافظة فارس.

## مواقع
| المكان                      | الصورة | الموقع                                                  |
| --------------------------- | ------ | ------------------------------------------------------- |
| قلعة دختر                   |        | فيروز آباد28°55′15″N 52°31′48″E / 28.92083°N 52.53000°E |
| Ardashir Investiture Relief |        | فيروز آباد28°55′00″N 52°32′15″E / 28.91667°N 52.53750°E |
| Victory Relief of Ardashir  |        | فيروز آباد28°54′36″N 52°32′27″E / 28.91000°N 52.54083°E |
| جور                         |        | فيروز آباد28°51′08″N 52°31′57″E / 28.85222°N 52.53250°E |
| قصر أردشير بابكان           |        | فيروز آباد28°53′53″N 52°32′21″E / 28.89806°N 52.53917°E |
| مدينة بيشابور               |        | بيشابور29°46′39″N 51°34′14″E / 29.77750°N 51.57056°E    |
| كهف شابور                   |        | بيشابور29°48′25″N 51°36′47″E / 29.80694°N 51.61306°E    |
| قصر سروستان                 |        | سروستان29°11′44″N 53°13′52″E / 29.19556°N 53.23111°E    |